# NS 4500
De serie NS 4500 was een serie goederenstoomlocomotieven van de Nederlandse Spoorwegen (NS) en diens voorgangers Noord-Brabantsch-Duitsche Spoorweg-Maatschappij (NBDS) en Maatschappij tot Exploitatie van Staatsspoorwegen (SS).
Voor het toenemende goederenvervoer bestelde de NBDS in 1914 een viertal goederenlocomotieven bij Hohenzollern in Düsseldorf-Grafenberg met de beoogde nummers 118-121. Door het uitbreken van de Eerste Wereldoorlog in 1915 werd de levering vertraagd. Pas in 1917 werd de 118 geleverd, gevolgd door de 119 in 1918. In 1919 ging de NBDS op in de SS, waarbij de locomotieven 118 en 119 de SS nummers 1301 en 1302 kregen. De in 1920 afgeleverde locomotieven kwamen direct met de SS nummers 1303 en 1304 in dienst.
Met het samenvoegen van het materieelpark van de SS en de Hollandsche IJzeren Spoorweg-Maatschappij (HSM) werd in 1921 de serie vernummerd in NS 4501-4504. Om het bereik van de sneltreinlocomotieven 3503-3506 te vergroten werden hun drieassige tenders in 1924 geruild tegen de vierassige tenders van de 4501-4504. Wegens de onrustige loop werd de maximumsnelheid in 1930 teruggebracht tot 50 km/u.
Tijdens de Tweede Wereldoorlog werden de locomotieven tussen 1942 en 1944 verhuurd aan de Deutsche Reichsbahn. Tijdens de spoorwegstaking van 1944 werden de 4502 en 4504 naar Duitsland weggevoerd, doch kwamen in respectievelijk 1946 en 1945 weer terug. Om dubbele nummers met de Engelse 4301-4537 te voorkomen, werden de 4501-4504 in 1945 vernummerd in 4251-4254.
In 1947 werden de locomotieven echter alweer afgevoerd en verkocht aan verschillende ijzerhandelaren voor sloop. Er is geen exemplaar bewaard.

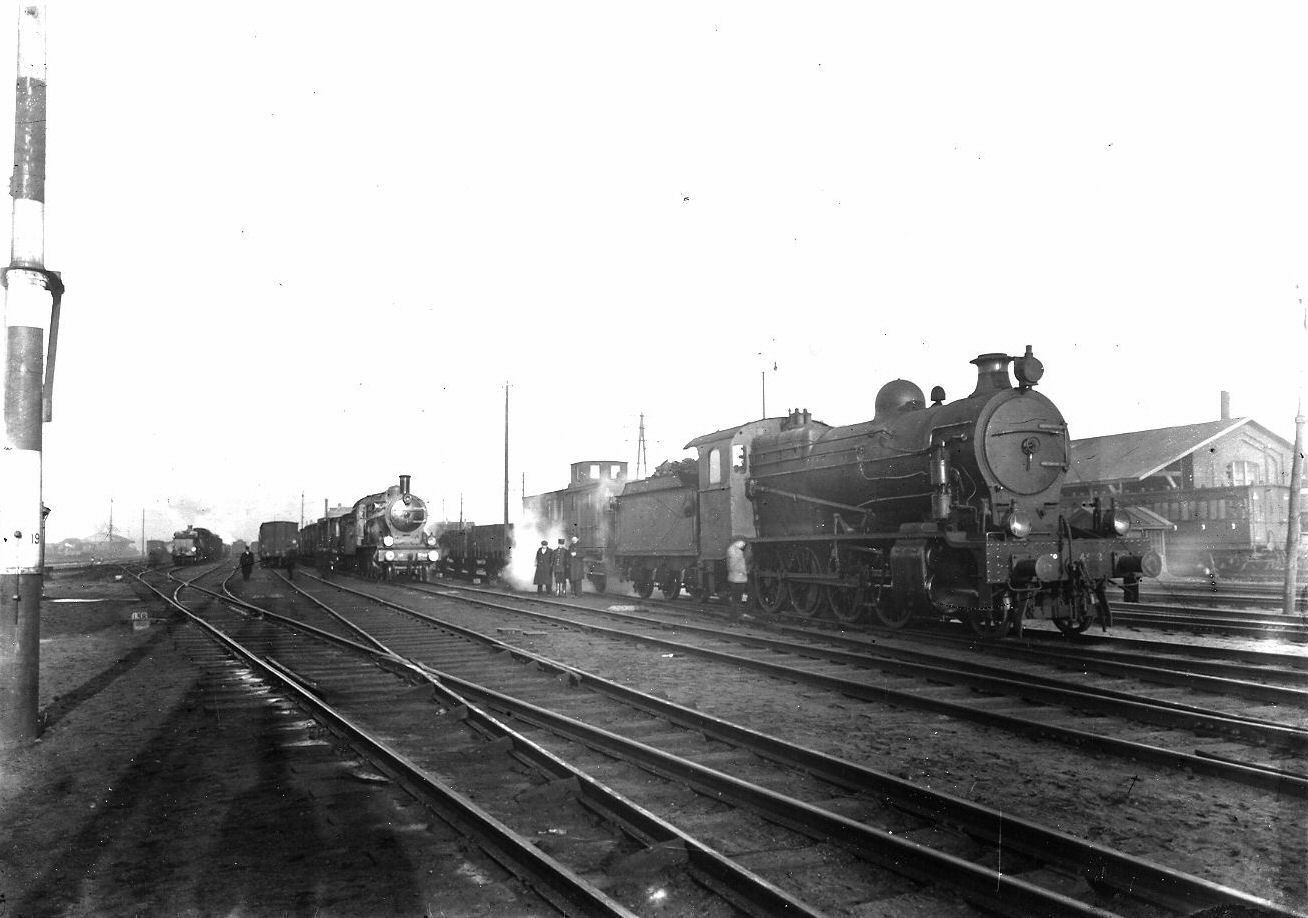
NS 4502 met een goederentrein
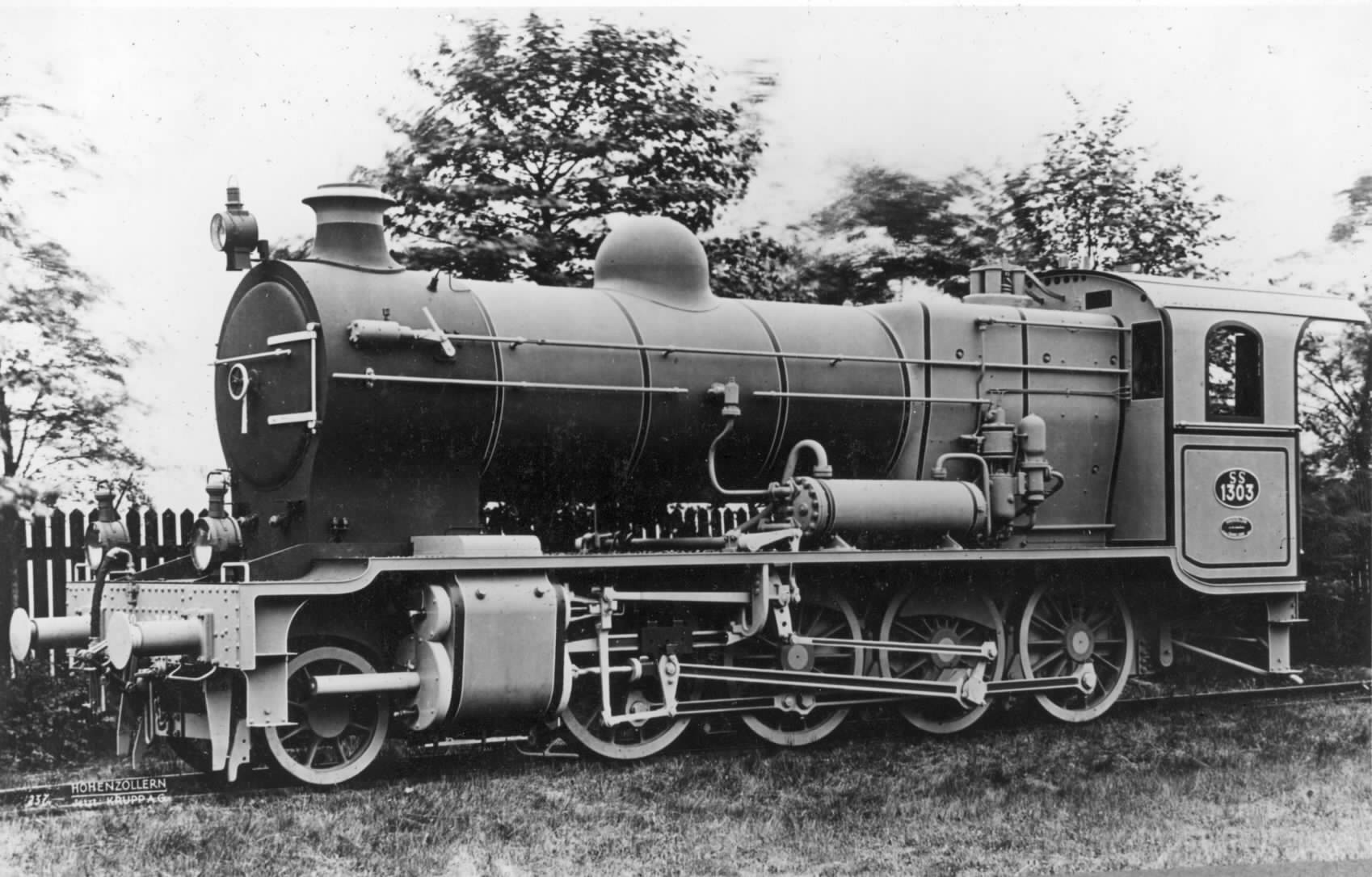
Stoomlocomotief nr. 1303 uit de serie 1301-1304 van de S.S. later NS 4503 (1920)

| Fabrieksnummer | In dienst | NBDS nummer | SS nummer | NS nummer 1921 | NS nummer 1945 | Uit dienst | Bijzonderheden |
| -------------- | --------- | ----------- | --------- | -------------- | -------------- | ---------- | --- |
| 3324           | 1917      | 118         | 1301      | 4501           | 4251           | 1947       | In 1947 voor sloop verkocht aan de Gooise Metaalhandel Hamel in Hilversum.                                                  |
| 3325           | 1918      | 119         | 1302      | 4502           | 4252           | 1947       | In 1948 voor sloop verkocht aan de Vereenigde Utrechtsche IJzerhandel in Utrecht.                                           |
| 3326           | 1920      |             | 1303      | 4503           | 4253           | 1947       | Besteld als NBDS 120, maar geleverd als SS 1303. In 1947 voor sloop verkocht aan de Gooise Metaalhandel Hamel in Hilversum. |
| 3327           | 1920      |             | 1304      | 4504           | 4254           | 1947       | Besteld als NBDS 121, maar geleverd als SS 1304. In 1947 voor sloop verkocht aan de IJzerhandel Hollandia in Amsterdam.     |